# Friedeberg (Wiehengebirge)
Der Friedeberg ist ein 192,8 m ü. NHN hoher Berg im Wiehengebirge südlich von Bad Essen-Hüsede und nördlich von Bad Essen-Rattinghausen in Niedersachsen.

## Lage
Der bewaldete Friedeberg ist Teil des langgestreckten und fast durchgängig bewaldeten Wiehengebirges. Neben dem rund 400 m östlich gelegenen Nachbargipfel Osterberg (185,5 m ü. NHN) ist der Friedberg kaum als markanter, eigenständiger Gipfel auszumachen. Westlich davon findet sich im Hauptkamm des Wiehengebirges jedoch kein markant höherer Gipfel mehr. Über den Friedberg verläuft eine 110 kV-Freileitung (Schledehausen – Lübbecke).